# Джафаров, Рамиль Рауфович
Рамиль Рауфович Джафаров (27 августа 1999) — российский тяжелоатлет. Призёр чемпионатов России 2020, 2021 и 2024 годов в категории до 61 и до 67 кг. Мастер спорта России.

## Биография
Родился 27 августа 1999 года. На соревнованиях представляет Санкт-Петербург. Воспитанник Санкт-Петербургского ГБУ ДО СШОРСВС им. В. Ф. Краевского.
В июле 2018 года присвоено звание звание «Мастер спорта России».
В 2020 году на национальном чемпионате в Грозном, в категории до 61 кг стал обладателем бронзовой медали с результатом 251 кг.
На чемпионате России по тяжёлой атлетике 2021 года, который состоялся в Ханты-Мансийске, Джафаров стал бронзовым призёром чемпионата России в категории до 61 кг. Общий вес на штанге по сумме двух упражнений — 253 килограмма.
В июле 2024 года на чемпионате России в Новосибирске завоевал серебряную медаль в весовой категории до 67 кг с результатом 278 килограммов.
Брат — Равиль Джафаров, также занимается тяжёлой атлетикой.

## Основные результаты
| Год  | Соревнования     | Место проведения | Весовая категория | Рывок, кг | Толчок, кг | Сумма, кг | Место |
| ---- | ---------------- | ---------------- | ----------------- | --------- | ---------- | --------- | ----- |
| 2020 | Чемпионат России | Грозный          | до 61 кг          | 113       | 138        | 251       | 3     |
| 2021 | Чемпионат России | Ханты-Мансийск   | до 61 кг          | 114       | 139        | 253       | 3     |
| 2024 | Чемпионат России | Новосибирск      | до 67 кг          | 123       | 155        | 278       | 2     |